# نوئل (فیلم ۲۰۱۹)
نوئل (به انگلیسی: Noelle) یک فیلم سینمایی آمریکایی در ژانر کمدی، کریسمس، ماجراجویی و فانتزی محصول سال ۲۰۱۹ میلادی که توسط والت دیزنی پیکچرز تهیه شده‌است. فیلم به کارگردانی و نویسندگی مارک لارنس می‌باشد.
این اثر سینمایی در تاریخ ۱۲ نوامبر ۲۰۱۹ توسط دیزنی منتشر و نظرات متفاوتی از منتقدین دریافت کرد.

## خلاصه داستان
در قطب شمال، تدارکات برای کریسمس آینده به سرعت در حال انجام است. پنج ماه پس از مرگ بابانوئل فعلی، پسرش نیک کریگل در تکمیل آموزش‌هایش برای تبدیل شدن به بابانوئل جدید با مشکل مواجه است. نوئل، خواهر کوچکترش که مسئول رسیدگی به حال و هوای کریسمس است، از او حمایت می‌کند و حتی پیشنهاد می‌دهد برای فرار از استرس و استراحت قبل از روز بزرگ، آخر هفته را مرخصی بگیرد. نیک این پیشنهاد را می‌پذیرد و شبانه با گوزن‌ها سفر می‌کند.
وقتی گوزن‌ها آخر هفته بعد بدون نیک بازمی‌گردند و نوئل اعتراف می‌کند که به او توصیه‌های احمقانه‌ای کرده، الف‌های کریسمس از او ناامید می‌شوند و دوستان پافین نیک از او عصبانی می‌شوند. بزرگان الف‌ها به اجبار پسرعموی نوئل، گابریل که مسئول پشتیبانی فناوری خانواده کریگل است را به عنوان بابانوئل جدید منصوب می‌کنند.
نوئل که احساس گناه و تنهایی می‌کند، حدس می‌زند که نیک به فینیکس، آریزونا فرار کرده است. او با سورتمه و گوزن‌ها به همراه پولی، پرستار دوران کودکی‌اش، به دنبال برادرش می‌رود.

## بازیگران
- آنا کندریک درنقش نوئل کرینگل، دختر کریس.
- بیل هیدر نقش نیک کریگل، پسر کریس، برادر نوئل و سانتا جدید.
- شرلی مک‌لین به عنوان الف پولی، پرستار بچه کودک نوئل.
- کینگزلی بن ادر به عنوان جیک هاپمن، کارآگاه خصوصی نوئل دوست دارد.
- بیلی ایکنر نقش گابریل کرینگل، نوئل و پسر عموی آماده نیک.
- جولی هاگرتی به عنوان خانم کریگل، مادر نوئل و نیک و همسر کریس.
- جی برازائو درنقش بابا نوئل، پدر نوئل و نیک و بیست و سومین سانتا.
- مائسو سامدلی به عنوان الکس، پسر جیک.
- دایانا-ماریا ریوا در نقش هلن روزاس، مدیر پتکو.
- ران Funches به عنوان الف مورتیمر
- مایکل گروس به عنوان سالمند الف آبه، رهبر الف بزرگان.
- چیلا هورسدال در نقش دکتر شلی
- آنا ون هووت در نقش ماری
- آنتونی کونکنی به عنوان الف تد
- بورگس جنکینس در نقش دن
- شایلی منسفیلد در نقش میشل

## تولید
در اکتبر سال ۲۰۱۷، جولی هاجورتی و ماچئو سامدلی به بازیگران پیوستند. و در نوامبر ۲۰۱۷، مایکل گروس به بازیگران این فیلم پیوست.
فیلمبرداری اصلی این فیلم از اواخر اکتبر سال ۲۰۱۷ در ونکوور، بریتیش کلمبیا آغاز و بعداً در اوایل ژانویه ۲۰۱۸ به پارک المپیک ویستلر منتقل شد، تا جایی که فیلمبرداری تا ۱۹ ژانویه ۲۰۱۸ ادامه داشت.

## انتشار فیلم
ابتدا نوئل قرار بود در تاریخ ۸ نوامبر ۲۰۱۹ توسط استودیو سینمایی والت دیزنی به صورت اکران در سینماهامنتشر شود. در فوریه ۲۰۱۸ فاش شد که این فیلم در دیزنی + منتشر می‌شود. و در آخر در تاریخ ۱۲ نوامبر ۲۰۱۹ منتشر شد.